# Kori
Kori és un riu de l'Índia a Gujarat, al Cutch. És el nom que es dona a la boca oriental de l'Indus.
Alexandre el Gran el 325 aC va ser a la zona. Claudi Ptolemeu l'esmenta com a Lonibare (vers 125) i la considerava la principal entrada de l'Indus, però vers el 1000 la principal entrada ja havia passat més a l'oest. En el segle XII, durant els canvis del riu Indus, la gran ciutat d'Alor i moltes altres, foren desplaçades pels nous corrents formats. No obstant això, fins al segle XVIII la branca Kori tenia prou aigua per a irrigar l'estat de Lakhpat i el riu era prou fondo per a tenir un port a Sindhi, 80 km més amunt, però va haver de ser traslladar a Lakhpat, a uns 30 km de la boca. El 1764 quan la zona fou conquerida per Ghulam Shah de Sind, es va construir una gran presa al Kori que va causar la pèrdua de reg a Lakhpat i la baixada dels ingressos del Kutch. L'antic port de Lakhat modernament va desaparèixer i es va establir un port més avall, a Koteshwar.